# Cristianesimo liberale
Il cristianesimo liberale è una corrente religiosa e politica, nata e sviluppatasi nell'Europa del XIX secolo, che mirava a conciliare il pensiero cristiano con i principi liberali di libertà civili e sociali. Si è trattato di una corrente tanto teologica quanto politica. 

## Il cattolicesimo liberale
La corrente di pensiero in Europa ebbe come primo esponente Hugues-Félicité Robert de Lamennais (1782-1854), che pubblicò nel 1829 l'opera Des progrès de la Révolution et de la guerre contre l'Église (Dei progressi della rivoluzione e della guerra contro la Chiesa). Sempre in ambito francese, si segnala la pubblicazione del giornale Avenir, voce delle istanze cattolico-liberali. A differenza dei cattolici intransigenti, ostili al liberalismo, i cattolici liberali furono favorevoli a una affermazione della libertà di coscienza, di stampa e di associazione, della separazione tra Stato e Chiesa. Lo Stato, secondo La Mennais, doveva essere "indifferente in tema di religione". Le idee proposte non vennero giudicate bene dalla Santa Sede, tanto che nel 1832 papa Gregorio XVI condannò esplicitamente le idee di Lamennais con l'enciclica Mirari vos. Nel 1864 Pio IX riaffermò l'incompatibilità del liberalismo con la pubblicazione del Sillabo.
La corrente liberale ebbe una particolare rilevanza all'interno della Chiesa cattolica. I cattolici liberali in Europa attraversarono tutte le contraddizioni proprie del mondo liberale di fine Ottocento.Nel campo politico-istituzionale videro la compatibilità tra democrazia parlamentare e cristianesimo, ma nel campo economico-sociale non colsero del tutto l'emergere di una nuova classe sociale, il proletariato, che avrebbe, invece, attirato l'attenzione del nascente mondo socialista. Solo in un secondo momento il cristianesimo democratico riuscì parzialmente a incanalare le esigenze del mondo del lavoro all'interno della componente del cristianesimo sociale. Il cattolicesimo liberale perse ogni importanza dal punto di vista politico, perché, se, da un lato, le sue posizioni in campo economico erano state assorbite dal cristianesimo democratico, la sua attenzione verso la laicità dello Stato era sostenuta dai cristiano-sociali.
In campo religioso, le correnti liberali si distaccarono dalla Chiesa cattolica in Svizzera, dove lo scontro con i cattolici ultramontani (forti nei cantoni rurali e conservatori) fu molto forte tanto da contribuire alla Guerra del Sonderbund, nei Paesi Bassi, dove in particolare venne criticato il dogma dell'infallibilità papale, e in altri Paesi europei per dare vita alla Chiesa vetero-cattolica, alla Chiesa cattolica liberale e ad altre chiese minoritarie. Il cattolicesimo liberale ha trovato poi un terreno molto fertile negli Stati Uniti, dove, come detto, vi era una lunga tradizione di protestantesimo liberale.

### In Italia
In Italia vengono considerati cattolici liberali personalità come Vincenzo Gioberti, Antonio Rosmini e Alessandro Manzoni. I cattolici liberali italiani si caratterizzarono per il favore dimostrato nei confronti del Risorgimento e della scelta di trasferire la capitale italiana da Torino a Roma. La dottrina neoguelfa di Vincenzo Gioberti proponeva una confederazione di Stati italiani sotto la guida del papa. I termini del rapporto tra trono e altare del legittimismo dell'Ancien régime e della Restaurazione venivano rovesciati: alla fedeltà al trono subentrava l'idea del sentimento patriottico, mentre l'altare era inteso in modo meno dipendente dall'autorità della gerarchia cattolica: Gioberti sarà nemico dei gesuiti, che per la loro obbedienza al papa erano considerati avversari della conciliazione fra gli Stati liberali e la Chiesa. Gioberti scrisse «Non si può essere perfettamente italiano da ogni parte senza essere cattolico» dottrina che trova eco nella definizione di identità nazionale manzoniana: «una d'arme, di lingua, d'altare, di memorie, di sangue, di cor». Proponimento dei cattolici liberali era quello di dare vita a uno Stato unitario in cui fosse preservato il cattolicesimo, come religione identitaria degli italiani. In quest'ottica appariva loro secondaria o controproducente la difesa delle prerogative del clero.
Dal punto di vista politico il connubio tra patria e religione entrò in crisi dopo il 1848, quando papa Pio IX abbandonò la guerra contro l'Austria e il Regno di Sardegna si avviò verso una politica di separazione tra Chiesa e Stato.
I cattolici intransigenti erano contrari all'Unità d'Italia ed alla scelta di Roma come capitale, perché ciò avrebbe comportato la fine dello Stato pontificio e del potere temporale dei papi. I cattolici liberali, invece, vedevano nell'Unità italiana e nella fine del potere temporale della Chiesa la possibilità per la stessa di ritornare al suo vero ruolo di guida delle anime. La polemica antitemporalista fu sostenuta dall'opera del teologo Carlo Passaglia, che raccolse 10.000 firme per una petizione a papa Pio IX affinché rinunciasse al potere temporale.
L'eredità del cattolicesimo liberale, in campo politico, fu ripresa dalle aree moderate del cristianesimo democratico per quanto riguarda le libertà economiche (in primis da don Luigi Sturzo, fondatore del Partito Popolare Italiano), da Alcide De Gasperi, leader della Democrazia Cristiana e presidente del Consiglio dei ministri dal 1945 al 1953 e da quelle più "sociali" per quanto concerne le istanze laiche e progressiste in campo etico-sociale (per esempio, i seguaci di Giuseppe Dossetti).
Oggi, nel lessico politico e giornalistico, si usa il termine cattolico liberale per definire quei politici democristiani o d'ispirazione cristiana che sostengono idee liberali in economia, pur senza disconoscere del tutto i principi dell'economia sociale di mercato, cara tanto al cristianesimo democratico quanto alla dottrina sociale della Chiesa cattolica. In questo senso, ai cattolici liberali, che non sono altro che democristiani d'ispirazione liberale, si contrappongono i cristiani sociali, assertori di politiche sociali e di un maggiore intervento dello Stato in economia, in modo non dissimile alla socialdemocrazia.

## Il protestantesimo liberale
Se quasi tutto il protestantesimo tradizionale europeo può essere considerato liberale, non è così negli Stati Uniti, dove hanno preso piede confessioni d’ispirazione conservatrice. Negli Stati Uniti si definiscono dunque appartenenti al cristianesimo liberale i membri di alcune chiese protestanti, molte delle quali di derivazione puritana e congregazionalista, che hanno assunto posizioni progressiste in campo etico e sociale. In questo contesto, va rammentato come nel mondo anglosassone, e specialmente negli Stati Uniti, il termine liberal abbia un'accezione diversa da quella europea e significhi di fatto "di sinistra".